# Liste des planètes mineures (663001-664000)
Voici la liste des planètes mineures numérotées de 663001 à 664000. Les planètes mineures sont numérotées lorsque leur orbite est confirmée, ce qui peut parfois se produire longtemps après leur découverte. Elles sont classées ici par leur numéro.

## Planètes mineures 663001 à 664000
- (663001) 2006 WQ8
- (663002) 2006 WL12
- (663003) 2006 WX17
- (663004) 2006 WR23
- (663005) 2006 WU29
- (663006) 2006 WH30
- (663007) 2006 WS41
- (663008) 2006 WQ42
- (663009) 2006 WT46
- (663010) 2006 WB50
- (663011) 2006 WC57
- (663012) 2006 WC63
- (663013) 2006 WF63
- (663014) 2006 WV64
- (663015) 2006 WQ68
- (663016) 2006 WE69
- (663017) 2006 WP72
- (663018) 2006 WJ73
- (663019) 2006 WX75
- (663020) 2006 WL79
- (663021) 2006 WS80
- (663022) 2006 WB85
- (663023) 2006 WK98
- (663024) 2006 WK104
- (663025) 2006 WD107
- (663026) 2006 WF114
- (663027) 2006 WM118
- (663028) 2006 WK119
- (663029) 2006 WO119
- (663030) 2006 WK121
- (663031) 2006 WH122
- (663032) 2006 WV124
- (663033) 2006 WC125
- (663034) 2006 WO131
- (663035) 2006 WD132
- (663036) 2006 WN136
- (663037) 2006 WU140
- (663038) 2006 WO143
- (663039) 2006 WN145
- (663040) 2006 WH151
- (663041) 2006 WQ152
- (663042) 2006 WT152
- (663043) 2006 WZ154
- (663044) 2006 WE155
- (663045) 2006 WG155
- (663046) 2006 WE156
- (663047) 2006 WF161
- (663048) 2006 WK169
- (663049) 2006 WB175
- (663050) 2006 WR176
- (663051) 2006 WG177
- (663052) 2006 WA184
- (663053) 2006 WD192
- (663054) 2006 WM195
- (663055) 2006 WE201
- (663056) 2006 WE205
- (663057) 2006 WH206
- (663058) 2006 WN208
- (663059) 2006 WA209
- (663060) 2006 WT209
- (663061) 2006 WW209
- (663062) 2006 WA210
- (663063) 2006 WE210
- (663064) 2006 WS210
- (663065) 2006 WP211
- (663066) 2006 WX211
- (663067) 2006 WD212
- (663068) 2006 WE216
- (663069) 2006 WT216
- (663070) 2006 WZ216
- (663071) 2006 WG217
- (663072) 2006 WQ217
- (663073) 2006 WS217
- (663074) 2006 WD218
- (663075) 2006 WH219
- (663076) 2006 WN220
- (663077) 2006 WA221
- (663078) 2006 WL221
- (663079) 2006 WT225
- (663080) 2006 WV227
- (663081) 2006 WM228
- (663082) 2006 WU231
- (663083) 2006 WZ234
- (663084) 2006 WN235
- (663085) 2006 WK236
- (663086) 2006 XC17
- (663087) 2006 XY19
- (663088) 2006 XD32
- (663089) 2006 XM35
- (663090) 2006 XP57
- (663091) 2006 XU57
- (663092) 2006 XZ61
- (663093) 2006 XV62
- (663094) 2006 XH63
- (663095) 2006 XM70
- (663096) 2006 XG74
- (663097) 2006 XS74
- (663098) 2006 XJ75
- (663099) 2006 XN75
- (663100) 2006 XZ75
- (663101) 2006 XM77
- (663102) 2006 XY79
- (663103) 2006 XX80
- (663104) 2006 XY80
- (663105) 2006 XT81
- (663106) 2006 XZ81
- (663107) 2006 YT2
- (663108) 2006 YO7
- (663109) 2006 YM11
- (663110) 2006 YS15
- (663111) 2006 YD17
- (663112) 2006 YG33
- (663113) 2006 YU34
- (663114) 2006 YP41
- (663115) 2006 YQ41
- (663116) 2006 YL53
- (663117) 2006 YJ57
- (663118) 2006 YL57
- (663119) 2006 YX57
- (663120) 2006 YY57
- (663121) 2006 YC58
- (663122) 2006 YP58
- (663123) 2006 YM60
- (663124) 2006 YV60
- (663125) 2006 YG61
- (663126) 2006 YR62
- (663127) 2006 YV62
- (663128) 2006 YZ62
- (663129) 2006 YR64
- (663130) 2006 YU65
- (663131) 2006 YX66
- (663132) 2006 YF67
- (663133) 2006 YF69
- (663134) 2006 YP69
- (663135) 2007 AM4
- (663136) 2007 AT6
- (663137) 2007 AX13
- (663138) 2007 AB22
- (663139) 2007 AX31
- (663140) 2007 AH32
- (663141) 2007 AX32
- (663142) 2007 AH33
- (663143) 2007 AN33
- (663144) 2007 AX35
- (663145) 2007 BG7
- (663146) 2007 BM19
- (663147) 2007 BG26
- (663148) 2007 BC33
- (663149) 2007 BE41
- (663150) 2007 BP45
- (663151) 2007 BQ49
- (663152) 2007 BG51
- (663153) 2007 BY51
- (663154) 2007 BA54
- (663155) 2007 BJ55
- (663156) 2007 BL63
- (663157) 2007 BK67
- (663158) 2007 BL71
- (663159) 2007 BS73
- (663160) 2007 BF76
- (663161) 2007 BY76
- (663162) 2007 BJ88
- (663163) 2007 BU97
- (663164) 2007 BE98
- (663165) 2007 BO103
- (663166) 2007 BN104
- (663167) 2007 BD106
- (663168) 2007 BR106
- (663169) 2007 BO107
- (663170) 2007 BX108
- (663171) 2007 BE109
- (663172) 2007 BF109
- (663173) 2007 BK109
- (663174) 2007 BO109
- (663175) 2007 BU109
- (663176) 2007 BW109
- (663177) 2007 BD111
- (663178) 2007 BM111
- (663179) 2007 BV111
- (663180) 2007 BO112
- (663181) 2007 BR112
- (663182) 2007 BG113
- (663183) 2007 BP113
- (663184) 2007 BX114
- (663185) 2007 BK115
- (663186) 2007 BC116
- (663187) 2007 BH116
- (663188) 2007 BW116
- (663189) 2007 BC117
- (663190) 2007 BW118
- (663191) 2007 CB10
- (663192) 2007 CU15
- (663193) 2007 CA18
- (663194) 2007 CU24
- (663195) 2007 CT27
- (663196) 2007 CU32
- (663197) 2007 CS34
- (663198) 2007 CE36
- (663199) 2007 CZ39
- (663200) 2007 CO49
- (663201) 2007 CH53
- (663202) 2007 CT53
- (663203) 2007 CZ56
- (663204) 2007 CZ60
- (663205) 2007 CZ64
- (663206) 2007 CJ67
- (663207) 2007 CZ72
- (663208) 2007 CB81
- (663209) 2007 CS81
- (663210) 2007 CX81
- (663211) 2007 CA84
- (663212) 2007 CD84
- (663213) 2007 CL84
- (663214) 2007 CL85
- (663215) 2007 DG6
- (663216) 2007 DK8
- (663217) 2007 DH9
- (663218) 2007 DR9
- (663219) 2007 DF11
- (663220) 2007 DY13
- (663221) 2007 DG14
- (663222) 2007 DA17
- (663223) 2007 DM17
- (663224) 2007 DM20
- (663225) 2007 DS26
- (663226) 2007 DB27
- (663227) 2007 DC27
- (663228) 2007 DF28
- (663229) 2007 DZ42
- (663230) 2007 DY43
- (663231) 2007 DK56
- (663232) 2007 DO61
- (663233) 2007 DQ62
- (663234) 2007 DZ63
- (663235) 2007 DG68
- (663236) 2007 DX68
- (663237) 2007 DR70
- (663238) 2007 DM78
- (663239) 2007 DP79
- (663240) 2007 DY80
- (663241) 2007 DH81
- (663242) 2007 DA82
- (663243) 2007 DX84
- (663244) 2007 DX89
- (663245) 2007 DB90
- (663246) 2007 DW96
- (663247) 2007 DQ98
- (663248) 2007 DB99
- (663249) 2007 DQ103
- (663250) 2007 DN108
- (663251) 2007 DN119
- (663252) 2007 DK120
- (663253) 2007 DH121
- (663254) 2007 DY121
- (663255) 2007 DA123
- (663256) 2007 DO123
- (663257) 2007 DF124
- (663258) 2007 DY126
- (663259) 2007 DC128
- (663260) 2007 DC132
- (663261) 2007 DD132
- (663262) 2007 DF133
- (663263) 2007 ER1
- (663264) 2007 EJ5
- (663265) 2007 EN11
- (663266) 2007 EV19
- (663267) 2007 EF20
- (663268) 2007 EK21
- (663269) 2007 EX21
- (663270) 2007 EK22
- (663271) Heinzreinhardt
- (663272) 2007 EL29
- (663273) 2007 EG32
- (663274) 2007 EV35
- (663275) 2007 EE36
- (663276) 2007 EM44
- (663277) 2007 EO49
- (663278) 2007 EF64
- (663279) 2007 ED66
- (663280) 2007 EG70
- (663281) 2007 ER72
- (663282) 2007 EV75
- (663283) 2007 EK76
- (663284) 2007 EN76
- (663285) 2007 EC81
- (663286) 2007 EH81
- (663287) 2007 ET92
- (663288) 2007 EV95
- (663289) 2007 EO101
- (663290) 2007 EN104
- (663291) 2007 ED106
- (663292) 2007 EA108
- (663293) 2007 ER115
- (663294) 2007 EV119
- (663295) 2007 EB122
- (663296) 2007 EA129
- (663297) 2007 EX139
- (663298) 2007 EP142
- (663299) 2007 EY145
- (663300) 2007 EP146
- (663301) 2007 EY148
- (663302) 2007 EZ150
- (663303) 2007 ES153
- (663304) 2007 EJ161
- (663305) 2007 EH165
- (663306) 2007 EE169
- (663307) 2007 ED172
- (663308) 2007 EB179
- (663309) 2007 EM186
- (663310) 2007 EQ187
- (663311) 2007 EM189
- (663312) 2007 EZ192
- (663313) 2007 EX206
- (663314) 2007 EM209
- (663315) 2007 ES220
- (663316) 2007 EO223
- (663317) 2007 ET226
- (663318) 2007 EO227
- (663319) 2007 EV228
- (663320) 2007 EE229
- (663321) 2007 EM232
- (663322) 2007 EW232
- (663323) 2007 EA233
- (663324) 2007 ET237
- (663325) 2007 EA238
- (663326) 2007 EZ238
- (663327) 2007 EU243
- (663328) 2007 FV1
- (663329) 2007 FG5
- (663330) 2007 FA7
- (663331) 2007 FP9
- (663332) 2007 FF13
- (663333) 2007 FN14
- (663334) 2007 FQ14
- (663335) 2007 FY16
- (663336) 2007 FS17
- (663337) 2007 FR18
- (663338) 2007 FL27
- (663339) 2007 FR29
- (663340) 2007 FF36
- (663341) 2007 FH36
- (663342) 2007 FK42
- (663343) 2007 FF43
- (663344) 2007 FA44
- (663345) 2007 FS52
- (663346) 2007 FV52
- (663347) 2007 FM53
- (663348) 2007 FC54
- (663349) 2007 FA56
- (663350) 2007 FH56
- (663351) 2007 FE60
- (663352) 2007 FF60
- (663353) 2007 FH60
- (663354) 2007 FP62
- (663355) 2007 FT63
- (663356) 2007 GX9
- (663357) 2007 GB13
- (663358) 2007 GX15
- (663359) 2007 GL22
- (663360) 2007 GX22
- (663361) 2007 GV23
- (663362) 2007 GM26
- (663363) 2007 GP26
- (663364) 2007 GE35
- (663365) 2007 GV36
- (663366) 2007 GC37
- (663367) 2007 GB39
- (663368) 2007 GK43
- (663369) 2007 GC58
- (663370) 2007 GJ65
- (663371) 2007 GA71
- (663372) 2007 GR71
- (663373) 2007 GM78
- (663374) 2007 GP78
- (663375) 2007 GB79
- (663376) 2007 GE79
- (663377) 2007 HZ3
- (663378) 2007 HJ8
- (663379) 2007 HG9
- (663380) 2007 HL10
- (663381) 2007 HS15
- (663382) 2007 HA20
- (663383) 2007 HT30
- (663384) 2007 HK32
- (663385) 2007 HL34
- (663386) 2007 HS50
- (663387) 2007 HC54
- (663388) 2007 HD56
- (663389) 2007 HN60
- (663390) 2007 HZ60
- (663391) 2007 HO64
- (663392) 2007 HR70
- (663393) 2007 HZ79
- (663394) 2007 HE82
- (663395) 2007 HU82
- (663396) 2007 HL92
- (663397) 2007 HR95
- (663398) 2007 HY99
- (663399) 2007 HO100
- (663400) 2007 HA101
- (663401) 2007 HL101
- (663402) 2007 HM101
- (663403) 2007 HJ102
- (663404) 2007 HB104
- (663405) 2007 HJ107
- (663406) 2007 HM108
- (663407) 2007 HS111
- (663408) 2007 HZ111
- (663409) 2007 HB112
- (663410) 2007 HE112
- (663411) 2007 HF112
- (663412) 2007 HF115
- (663413) 2007 JG8
- (663414) 2007 JF11
- (663415) 2007 JV14
- (663416) 2007 JG15
- (663417) 2007 JN15
- (663418) 2007 JH20
- (663419) 2007 JR23
- (663420) 2007 JC24
- (663421) 2007 JA26
- (663422) 2007 JJ30
- (663423) 2007 JR33
- (663424) 2007 JH37
- (663425) 2007 JX38
- (663426) 2007 JS43
- (663427) 2007 JG46
- (663428) 2007 JM46
- (663429) 2007 JF47
- (663430) 2007 JN47
- (663431) 2007 JQ47
- (663432) 2007 JT47
- (663433) 2007 JU47
- (663434) 2007 JF48
- (663435) 2007 JN51
- (663436) 2007 JD52
- (663437) 2007 JS52
- (663438) 2007 KX
- (663439) 2007 KW4
- (663440) 2007 KL6
- (663441) 2007 KC10
- (663442) 2007 LY3
- (663443) 2007 LD5
- (663444) 2007 LQ6
- (663445) 2007 LJ7
- (663446) 2007 LV7
- (663447) 2007 LQ9
- (663448) 2007 LN14
- (663449) 2007 LD15
- (663450) 2007 LO23
- (663451) 2007 LC33
- (663452) 2007 LH36
- (663453) 2007 LN38
- (663454) 2007 LA39
- (663455) 2007 MD
- (663456) 2007 ME2
- (663457) 2007 MZ3
- (663458) 2007 MK10
- (663459) 2007 MD18
- (663460) 2007 MC19
- (663461) 2007 MD19
- (663462) 2007 ML26
- (663463) 2007 MK30
- (663464) 2007 NE7
- (663465) 2007 OU2
- (663466) 2007 ON4
- (663467) Limeishu
- (663468) Liaochichun
- (663469) 2007 OB11
- (663470) 2007 OQ11
- (663471) 2007 PP5
- (663472) 2007 PT25
- (663473) 2007 PD28
- (663474) 2007 PJ28
- (663475) 2007 PP28
- (663476) 2007 PN31
- (663477) 2007 PR32
- (663478) 2007 PM33
- (663479) 2007 PT39
- (663480) 2007 PA44
- (663481) 2007 PT49
- (663482) 2007 PG54
- (663483) 2007 QB11
- (663484) 2007 QF12
- (663485) 2007 QC17
- (663486) 2007 QV18
- (663487) 2007 QO19
- (663488) 2007 QY20
- (663489) 2007 RT
- (663490) 2007 RF4
- (663491) 2007 RT9
- (663492) 2007 RC11
- (663493) 2007 RF27
- (663494) 2007 RM27
- (663495) 2007 RO29
- (663496) 2007 RD32
- (663497) 2007 RJ34
- (663498) 2007 RS40
- (663499) 2007 RM44
- (663500) 2007 RP46
- (663501) 2007 RF47
- (663502) 2007 RG49
- (663503) 2007 RQ51
- (663504) 2007 RJ53
- (663505) 2007 RG54
- (663506) 2007 RC59
- (663507) 2007 RF62
- (663508) 2007 RA72
- (663509) 2007 RS72
- (663510) 2007 RJ74
- (663511) 2007 RY79
- (663512) 2007 RD84
- (663513) 2007 RK88
- (663514) 2007 RW89
- (663515) 2007 RV94
- (663516) 2007 RF100
- (663517) 2007 RV100
- (663518) 2007 RK102
- (663519) 2007 RQ103
- (663520) 2007 RO105
- (663521) 2007 RE107
- (663522) 2007 RW108
- (663523) 2007 RR110
- (663524) 2007 RE111
- (663525) 2007 RR113
- (663526) 2007 RC118
- (663527) 2007 RS120
- (663528) 2007 RD123
- (663529) 2007 RN128
- (663530) 2007 RA130
- (663531) 2007 RT135
- (663532) 2007 RR145
- (663533) 2007 RT151
- (663534) 2007 RO156
- (663535) 2007 RQ160
- (663536) 2007 RE168
- (663537) 2007 RF170
- (663538) 2007 RF173
- (663539) 2007 RV175
- (663540) 2007 RS177
- (663541) 2007 RT181
- (663542) 2007 RF182
- (663543) 2007 RS182
- (663544) 2007 RA183
- (663545) 2007 RU185
- (663546) 2007 RW186
- (663547) 2007 RO187
- (663548) 2007 RH188
- (663549) 2007 RD210
- (663550) 2007 RG220
- (663551) 2007 RH229
- (663552) 2007 RP231
- (663553) 2007 RV245
- (663554) 2007 RS248
- (663555) 2007 RN254
- (663556) 2007 RQ257
- (663557) 2007 RX266
- (663558) 2007 RA279
- (663559) 2007 RD302
- (663560) 2007 RE314
- (663561) 2007 RQ315
- (663562) 2007 RS319
- (663563) 2007 RS321
- (663564) 2007 RF322
- (663565) 2007 RS323
- (663566) 2007 RP327
- (663567) 2007 RW329
- (663568) 2007 RL330
- (663569) 2007 RA332
- (663570) 2007 RX332
- (663571) 2007 RA333
- (663572) 2007 RJ334
- (663573) 2007 RA335
- (663574) 2007 RA336
- (663575) 2007 RO336
- (663576) 2007 RD337
- (663577) 2007 RK342
- (663578) 2007 RO345
- (663579) 2007 RA346
- (663580) 2007 RB350
- (663581) 2007 RB352
- (663582) 2007 RR352
- (663583) 2007 RS352
- (663584) 2007 RM353
- (663585) 2007 RA355
- (663586) 2007 RL356
- (663587) 2007 RT356
- (663588) 2007 RA357
- (663589) 2007 RL361
- (663590) 2007 RS363
- (663591) 2007 RS369
- (663592) 2007 RZ369
- (663593) 2007 RQ370
- (663594) 2007 RV371
- (663595) 2007 RN372
- (663596) 2007 RR372
- (663597) 2007 SJ2
- (663598) 2007 SV4
- (663599) 2007 SP13
- (663600) 2007 SD16
- (663601) 2007 SX21
- (663602) 2007 SR25
- (663603) 2007 SB27
- (663604) 2007 SM27
- (663605) 2007 TK
- (663606) 2007 TX3
- (663607) 2007 TQ11
- (663608) 2007 TR19
- (663609) 2007 TU19
- (663610) 2007 TY23
- (663611) 2007 TA27
- (663612) 2007 TJ30
- (663613) 2007 TX32
- (663614) 2007 TP38
- (663615) 2007 TQ48
- (663616) 2007 TY48
- (663617) 2007 TD50
- (663618) 2007 TE53
- (663619) 2007 TG58
- (663620) 2007 TE70
- (663621) 2007 TD72
- (663622) 2007 TR81
- (663623) 2007 TZ83
- (663624) 2007 TD86
- (663625) 2007 TL91
- (663626) 2007 TC93
- (663627) 2007 TS94
- (663628) 2007 TM96
- (663629) 2007 TW104
- (663630) 2007 TX109
- (663631) 2007 TF133
- (663632) 2007 TP133
- (663633) 2007 TC137
- (663634) 2007 TN142
- (663635) 2007 TO142
- (663636) 2007 TZ148
- (663637) 2007 TL154
- (663638) 2007 TH162
- (663639) 2007 TP162
- (663640) 2007 TM175
- (663641) 2007 TY176
- (663642) 2007 TY187
- (663643) 2007 TQ190
- (663644) 2007 TO191
- (663645) 2007 TT193
- (663646) 2007 TG195
- (663647) 2007 TR195
- (663648) 2007 TH203
- (663649) 2007 TK206
- (663650) 2007 TH209
- (663651) 2007 TU209
- (663652) 2007 TJ211
- (663653) 2007 TW217
- (663654) 2007 TT222
- (663655) 2007 TZ225
- (663656) 2007 TM233
- (663657) 2007 TE237
- (663658) 2007 TW239
- (663659) 2007 TN241
- (663660) 2007 TB247
- (663661) 2007 TC251
- (663662) 2007 TZ254
- (663663) 2007 TL255
- (663664) 2007 TB258
- (663665) 2007 TN272
- (663666) 2007 TM277
- (663667) 2007 TH278
- (663668) 2007 TD284
- (663669) 2007 TF286
- (663670) 2007 TD289
- (663671) 2007 TV289
- (663672) 2007 TZ289
- (663673) 2007 TT291
- (663674) 2007 TE296
- (663675) 2007 TT300
- (663676) 2007 TF305
- (663677) 2007 TV308
- (663678) 2007 TK319
- (663679) 2007 TE325
- (663680) 2007 TH326
- (663681) 2007 TO331
- (663682) 2007 TA337
- (663683) 2007 TB338
- (663684) 2007 TE346
- (663685) 2007 TG346
- (663686) 2007 TO346
- (663687) 2007 TY347
- (663688) 2007 TH349
- (663689) 2007 TZ354
- (663690) 2007 TG355
- (663691) 2007 TR364
- (663692) 2007 TZ371
- (663693) 2007 TS378
- (663694) 2007 TW382
- (663695) 2007 TV383
- (663696) 2007 TT387
- (663697) 2007 TX387
- (663698) 2007 TB392
- (663699) 2007 TJ394
- (663700) 2007 TQ396
- (663701) 2007 TN397
- (663702) 2007 TG401
- (663703) 2007 TK402
- (663704) 2007 TW406
- (663705) 2007 TB409
- (663706) 2007 TA414
- (663707) 2007 TL417
- (663708) 2007 TZ419
- (663709) 2007 TU421
- (663710) 2007 TW422
- (663711) 2007 TK423
- (663712) 2007 TX425
- (663713) 2007 TV429
- (663714) 2007 TP431
- (663715) 2007 TJ432
- (663716) 2007 TS434
- (663717) 2007 TJ441
- (663718) 2007 TO446
- (663719) 2007 TK450
- (663720) 2007 TU459
- (663721) 2007 TF460
- (663722) 2007 TM461
- (663723) 2007 TC462
- (663724) 2007 TE463
- (663725) 2007 TX465
- (663726) 2007 TU467
- (663727) 2007 TS469
- (663728) 2007 TS470
- (663729) 2007 TP478
- (663730) 2007 TY480
- (663731) 2007 TG481
- (663732) 2007 TN484
- (663733) 2007 TZ496
- (663734) 2007 TM499
- (663735) 2007 TY499
- (663736) 2007 TH500
- (663737) 2007 TL503
- (663738) 2007 TA505
- (663739) 2007 TW506
- (663740) 2007 UM5
- (663741) 2007 UD19
- (663742) 2007 UX24
- (663743) 2007 UC32
- (663744) 2007 UX33
- (663745) 2007 UZ39
- (663746) 2007 UV40
- (663747) 2007 UT45
- (663748) 2007 UG47
- (663749) 2007 UH53
- (663750) 2007 UW54
- (663751) 2007 UT57
- (663752) 2007 UG72
- (663753) 2007 UQ74
- (663754) 2007 UW74
- (663755) 2007 UF75
- (663756) 2007 UK76
- (663757) 2007 UK80
- (663758) 2007 UK83
- (663759) 2007 UA103
- (663760) 2007 UO106
- (663761) 2007 UB119
- (663762) 2007 US119
- (663763) 2007 UB120
- (663764) 2007 UE120
- (663765) 2007 UZ123
- (663766) 2007 UA136
- (663767) 2007 UD138
- (663768) 2007 UZ145
- (663769) 2007 UB146
- (663770) 2007 UZ151
- (663771) 2007 UG153
- (663772) 2007 UE155
- (663773) 2007 UM155
- (663774) 2007 UV155
- (663775) 2007 UJ156
- (663776) 2007 UF164
- (663777) 2007 VW5
- (663778) 2007 VZ5
- (663779) 2007 VC7
- (663780) 2007 VN7
- (663781) 2007 VY14
- (663782) 2007 VN32
- (663783) 2007 VM37
- (663784) 2007 VF39
- (663785) 2007 VN43
- (663786) 2007 VM45
- (663787) 2007 VC56
- (663788) 2007 VA65
- (663789) 2007 VE74
- (663790) 2007 VH80
- (663791) 2007 VZ82
- (663792) 2007 VF88
- (663793) 2007 VK94
- (663794) 2007 VD97
- (663795) 2007 VP104
- (663796) 2007 VK105
- (663797) 2007 VC106
- (663798) 2007 VK112
- (663799) 2007 VY114
- (663800) 2007 VE120
- (663801) 2007 VL120
- (663802) 2007 VH126
- (663803) 2007 VG130
- (663804) 2007 VP130
- (663805) 2007 VL136
- (663806) 2007 VY144
- (663807) 2007 VG149
- (663808) 2007 VV151
- (663809) 2007 VO152
- (663810) 2007 VL156
- (663811) 2007 VD157
- (663812) 2007 VG157
- (663813) 2007 VH161
- (663814) 2007 VM165
- (663815) 2007 VH182
- (663816) 2007 VL188
- (663817) 2007 VF219
- (663818) 2007 VE221
- (663819) 2007 VC228
- (663820) 2007 VA233
- (663821) 2007 VG233
- (663822) 2007 VR235
- (663823) 2007 VZ243
- (663824) 2007 VW250
- (663825) 2007 VB253
- (663826) 2007 VN254
- (663827) 2007 VV256
- (663828) 2007 VW257
- (663829) 2007 VA258
- (663830) 2007 VK259
- (663831) 2007 VE264
- (663832) 2007 VT280
- (663833) 2007 VX285
- (663834) 2007 VH287
- (663835) 2007 VM288
- (663836) 2007 VE294
- (663837) 2007 VA304
- (663838) 2007 VB324
- (663839) 2007 VK339
- (663840) 2007 VW339
- (663841) 2007 VR340
- (663842) 2007 VJ342
- (663843) 2007 VM342
- (663844) 2007 VG344
- (663845) 2007 VG346
- (663846) 2007 VU346
- (663847) 2007 VC348
- (663848) 2007 VL350
- (663849) 2007 VX351
- (663850) 2007 VQ354
- (663851) 2007 VP357
- (663852) 2007 VU357
- (663853) 2007 VM358
- (663854) 2007 VZ358
- (663855) 2007 VR359
- (663856) 2007 VC360
- (663857) 2007 VF360
- (663858) 2007 VW360
- (663859) 2007 VT361
- (663860) 2007 VU363
- (663861) 2007 VM364
- (663862) 2007 WK
- (663863) 2007 WR9
- (663864) 2007 WD14
- (663865) 2007 WV17
- (663866) 2007 WA18
- (663867) 2007 WE24
- (663868) 2007 WW25
- (663869) 2007 WL26
- (663870) 2007 WY26
- (663871) 2007 WM27
- (663872) 2007 WS29
- (663873) 2007 WY33
- (663874) 2007 WN38
- (663875) 2007 WU38
- (663876) 2007 WW40
- (663877) 2007 WQ42
- (663878) 2007 WT42
- (663879) 2007 WV42
- (663880) 2007 WC46
- (663881) 2007 WO47
- (663882) 2007 WF48
- (663883) 2007 WQ49
- (663884) 2007 WY50
- (663885) 2007 WE51
- (663886) 2007 WG61
- (663887) 2007 WL63
- (663888) 2007 WX64
- (663889) 2007 WZ64
- (663890) 2007 WC66
- (663891) 2007 WS66
- (663892) 2007 WJ70
- (663893) 2007 WU71
- (663894) 2007 XR4
- (663895) 2007 XL5
- (663896) 2007 XT5
- (663897) 2007 XE7
- (663898) 2007 XQ8
- (663899) 2007 XW14
- (663900) 2007 XE27
- (663901) 2007 XK37
- (663902) 2007 XH49
- (663903) 2007 XN63
- (663904) 2007 XO63
- (663905) 2007 XW63
- (663906) 2007 XE64
- (663907) 2007 XB65
- (663908) 2007 XC65
- (663909) 2007 XC66
- (663910) 2007 XT66
- (663911) 2007 XA67
- (663912) 2007 XE72
- (663913) 2007 YW3
- (663914) 2007 YD5
- (663915) 2007 YX19
- (663916) 2007 YS21
- (663917) 2007 YX21
- (663918) 2007 YH22
- (663919) 2007 YE25
- (663920) 2007 YA27
- (663921) 2007 YU30
- (663922) 2007 YK32
- (663923) 2007 YU36
- (663924) 2007 YX44
- (663925) 2007 YY44
- (663926) 2007 YK55
- (663927) 2007 YO56
- (663928) 2007 YC60
- (663929) 2007 YZ68
- (663930) 2007 YG76
- (663931) 2007 YH77
- (663932) 2007 YY77
- (663933) 2007 YR78
- (663934) 2007 YC79
- (663935) 2007 YA80
- (663936) 2007 YT80
- (663937) 2007 YK83
- (663938) 2007 YY87
- (663939) 2007 YK90
- (663940) 2007 YQ92
- (663941) 2007 YQ93
- (663942) 2007 YD94
- (663943) 2008 AW5
- (663944) 2008 AZ11
- (663945) 2008 AM14
- (663946) 2008 AB16
- (663947) 2008 AS17
- (663948) 2008 AW25
- (663949) 2008 AM27
- (663950) 2008 AX31
- (663951) 2008 AS41
- (663952) 2008 AS46
- (663953) 2008 AU52
- (663954) 2008 AF60
- (663955) 2008 AM61
- (663956) 2008 AN62
- (663957) 2008 AJ66
- (663958) 2008 AA69
- (663959) 2008 AZ78
- (663960) 2008 AR88
- (663961) 2008 AS96
- (663962) 2008 AU102
- (663963) 2008 AL117
- (663964) 2008 AJ121
- (663965) 2008 AC123
- (663966) 2008 AX127
- (663967) 2008 AP128
- (663968) 2008 AC131
- (663969) 2008 AF137
- (663970) 2008 AT139
- (663971) 2008 AF140
- (663972) 2008 AH140
- (663973) 2008 AE141
- (663974) 2008 AK141
- (663975) 2008 AV141
- (663976) 2008 AD142
- (663977) 2008 AE142
- (663978) 2008 AM145
- (663979) 2008 AS145
- (663980) 2008 AD146
- (663981) 2008 AO146
- (663982) 2008 AO147
- (663983) 2008 AG149
- (663984) 2008 AN150
- (663985) 2008 AE156
- (663986) 2008 BD1
- (663987) 2008 BS1
- (663988) 2008 BO5
- (663989) 2008 BF7
- (663990) 2008 BO9
- (663991) 2008 BN25
- (663992) 2008 BS27
- (663993) 2008 BP29
- (663994) 2008 BR34
- (663995) 2008 BS45
- (663996) 2008 BK47
- (663997) 2008 BE49
- (663998) 2008 BD53
- (663999) 2008 BD57
- (664000) 2008 BF57